# Pantoporia gynea
Pantoporia gynea är en fjärilsart som beskrevs av Swinhoe 1899. Pantoporia gynea ingår i släktet Pantoporia och familjen praktfjärilar. Inga underarter finns listade i Catalogue of Life.